# 普吉賽門歌舞團
普吉賽門歌舞團（英文：Phuket Simon Cabaret）位於泰國的普吉府之巴東海灘的 Sirirach Road，8號。它是在1991年10月18日成立的一個以變性人（由男性變成女性）為主要演員的歌舞表演團體。

## 表演時間
- 每晚 18.00，19.30和21.00，共三場。

## 外部連結
- 普吉賽門歌舞團的官方網站 （页面存档备份，存于）